# Бибоп и Рокстеди

Бибоп и Рокстеди в облике людей (мультсериал 1987 года)

Бибоп и Рокстеди (англ. Bebop and Rocksteady) — персонажи из вселенной Черепашек-ниндзя. Подручные Шреддера. Люди, превращённые в мутантов (человека-кабана и человека-носорога). Названы в честь музыкальных жанров, бибопа и рокстеди соответственно. Несмотря на то, что с энтузиазмом берутся выполнять любое поручение Шреддера, оба не блещут особым умом.

## Появление
В мультсериале 1987 года Бибоп (озвучивает Барри Гордон) и Рокстеди (озвучивает Кэм Кларк) были людьми, участниками уличной банды Нью-Йорка, нанятой Шреддером для совершения разбоев и грабежей (в самой первой серии в самом начале Бибоп и Рокстеди вместе с другими участниками банды разнесли вдребезги автомобиль).
До превращения в мутанта Бибоп был худым афроамериканцем с фиолетовым ирокезом, носил красную косуху с оторванными рукавами и солнцезащитные очки с фиолетовой оправой, был вооружён монтировкой. Рокстеди до своего превращения был коренастым блондином невысокого роста, в камуфляжных штанах и коричневом жилете, был вооружён битой.
По заданию Шреддера они вместе со своей бандой пытаются помешать Эйприл О’Нил сделать репортаж о преступниках. Эйприл убегает от банды и скрывается в канализации, где её защищают от нападения Черепашки-ниндзя. Будучи поверженной, банда спасается бегством. Тогда для противостояния мутантам-черепашкам Шреддер решает создать своих мутантов. Бибоп и Рокстеди были выбраны в качестве добровольцев. Для создания мутантов роботы украли из зоопарка носорога и кабана и притащили их на Технодром.
Рокстеди и Бибоп появляются в 10 серии 3 сезона мультсериала 2012 года. Здесь ими являются Иван Стеренко/Рокстеди и Антон Зек/Бибоп, выходцы из России. В мультфильме «Черепашки-ниндзя: Путешествие в прошлое» они тоже присутствуют, но после нашествия Трицератонов на время присоединились к черепашкам, однако после вернулись в свое время, узнав что Нью-Йорк захвачен Шреддером.

## Супер Рокстеди и могучий Бибоп
В 27 серии 3 сезона, после очередного провала Рокстеди и Бибопа, Крэнг создаёт новых супермутантов-киборгов, главной задачей которых становится уничтожение черепашек. Киборги превосходили силой оригинальных Рокстеди и Бибопа, и на первый взгляд победить их было невозможно. Однако Донателло удалось изменить их программу, в результате чего Супер Рокстеди и могучий Бибоп не выдержали перегрузки и взорвались.

## Оружие
Рокстеди и Бибоп вооружены огнестрельным оружием из Измерения Икс. В их арсенале есть лазерные винтовки и пистолеты. В большинстве серий Рокстеди носит за спиной тесак, но ни разу им не пользуется. Ещё у Рокстеди есть шпага (Turtles in Time) и гранаты (Hyperstone Heist), а у Бибопа — шлем с цепом (The Manhattan Project) и кнут (Turtles in Time).

## В кино

### Бибоп и Рокстеди в классической кинотрилогии
В сиквеле Черепашки-ниндзя II: Секрет канистры к фильму «Черепашки-ниндзя» 1990 года планировали добавить в сюжет Бибопа и Рокстеди. Но на исключении из фильма Бибопа и Рокстеди настоял лично Питер Лэрд и Кевин Истмен, которые очень не хотели видеть этих персонажей в фильме и их заменили на Токку и Раззара.

### Бибоп и Рокстеди в мультипликационной кинотрилогии
В фильме Черепашки-Ниндзя 2007 года, показывают песню в стиле рэпа «Shell Shock» (исполненной группой Gym Class Heroes), которая играет в финальных титрах фильма. Бибоп и Рокстеди упоминаются в песне.
Бибоп и Рокстеди появляются в 25—ом юбилейном кроссовере фильма "Черепашки навсегда", озвученные Брэдфордом Кэмероном (Бибоп) и Джонни Кастро (Рокстеди). Также видны человеческие формы (это весьма странно, учитывая, что сами мутанты в это же время находятся рядом со Шреддером, на Технодроме, во вселенной’2003, ошибка сделанная создателями, можно предположить что это братья близнецы Бибопа и Рокстеди), когда Черепахи совершают первое путешествие обратно в 1987 измерение.
Они сделали новое появление в фильме сделанный для телевидения " Черепашки ниндзя навсегда ".В воспоминаниях, описывающую, как Черепахи пересекали измерение, они сказали черепахам 1987 , что они сражаются против Шредера 1987 и с технодромом. Повредился портал в измерение Х и перенёс в другое измерение (также Рокстеди и Бибопа). Бибоп и Рокстеди так и остались балбесами, хотя это привело к спасению Шреддера-Утрома, когда Рокстеди случайно споткнулся и отсоединил кабель лазера, который должен был его убить. Правда, Бибоп в итоге всё равно уничтожил его, воткнув вилку обратно в розетку, полагая, что тот был бы рад, что они «починили» устройство. Это всё происходило когда Шреддер-Утром реализовывал свой план по стиранию Черепашек-Ниндзя во всех вселенных (даже если это означало бы для него уничтожение самого себя, поскольку он связан с ними), так что, по иронии судьбы, Бибоп спас всех Черепашек.

### Бибоп и Рокстеди в новой кинодилогии
К фильму-перезапуске до появления «Черепашки-ниндзя» 2014 года Уильям Фихнер подтвердил, что в фильме не будет Бибопа и Рокстеди. Позже это было пересмотрено, и в интервью со ScreenRant на Комик-коне режиссёр «Черепашек-ниндзя» Джонатан Либесман рассказал о возможном появлении Рокстеди и Бибопа в сиквеле фильма. Комедийный ТВ-актер Гари Энтони Уилльямс (Gary Anthony Williams) был утвержден на роль Бибопа, актёр Бруно Амато писал в твиттере, что пробовался на роль Рокстеди, но в итоге роль получил рестлер Шеймус.
Дуэт появился во всех четырёх трейлерах «Черепашки-ниндзя 2» 2016 года.
В сиквеле Черепашки-ниндзя 2 2016 года Бибоп и Рокстеди являются полноценными персонажами. Их внешность, манеры и предельно несерьезное отношение к действию очень близки к мульт-оригиналу. В начале фильма двое преступников перевозятся вместе со Шреддером в тюрьму. После того, как они сбегают, Шреддер делает их своими подручными и выбирает в качестве испытуемых для новой вариации мутагена. Рокстеди превращается в носорога, а Бибоп в кабана-бородавочника, при этом они воспринимают преображение радостно и восхищенно. После трансформации Шреддер приказывает злодейскому дуэту найти фрагменты, чтобы создать телепорт для Технодрома. Вместе с Шреддером Бибоп и Рокстеди проникают в музей естественной истории Нью-Йорка и забирают первый фрагмент телепорта. Затем отправляются в Бразилию, и в ходе сражения с прибывшими черепашками Бибоп и Рокстеди разбивают самолет. Им удается достать последний фрагмент устройства. Завершенное устройство начинает телепортацию Технодрома из Измерения Икс в наш мир. Патрулируя стоянку на байках, дуэт встречает Кейси Джонса, он отвлекает их внимание и хитростью заманивает в контейнер для перевозки. В фильме Бибоп и Рокстеди ни на минуту не покидают друг друга, их настоящие имена не называются, но когда Кейси Джонс смотрит на биографию Рокстеди, на бланке написано имя Оуэн Рокстид (прозвища «Росктеди» и «Иван Стеранко»). Отсюда следует, что скорее всего Бибоп — Антон Зак (это имя упоминается во всех вселенных черепашек-ниндзя). Рокстеди упоминает, что его предки были финнами, несмотря на ирландский акцент актёра Шеймуса. В отличие от мультсериалов, в фильме парочка почти не использует оружие, предпочитая драться голыми руками.

## В компьютерных играх
Рокстеди появился в качестве босса во многих играх и Бибоп иногда в сочетании с Рокстеди как двойной босс уровней в играх о черепашках ниндзя. В двух из них (в аркадной версии TMNT: the Arcade Game и SNES-версии Turtles in Time) там они и являются групповым боссом. Однако в игре «Teenage Mutant Ninja Turtles: The Hyperstone Heist» он выступал в качестве босса, а Бибоп там не участвовал.

## В музыке
- Песня группы Голос Омерики «Бибоп и Рокстеди» (2019)